# Biomorfische schilderkunst
De biomorfische schilderkunst is een stijl van schilderen gebaseerd op levende organische vormen uit de natuur (in tegenstelling tot geometrische vormen) die kenmerkend was voor de Spaans-Catalaanse surrealistische meester Joan Miró in het midden van de 20e eeuw.
In een spontaan poëtische droomwereld koppelde hij technische objecten los van hun oorspronkelijke functie om ze in zijn organische figurenwereld te integreren. Deze organische figurenwereld werd gedomineerd door de seksuele problematiek, de natuur, de maan, de ster, de vrouw. Spontaan opwellende poëzie vormde de hoofdtoon.
De biomorfische schilderkunst werd nooit een beweging, noch school, noch groep.